# 飯田新七
飯田 新七（いいだ しんしち、享和3年（1803年） - 明治7年（1874年）7月29日）は、江戸時代後期の商人。近江商人飯田家の婿養子となり、髙島屋・高島飯田の礎を築いた。

## 略歴

### 高島屋婿養子
新七は、享和3年（1803年）越前国敦賀（現福井県敦賀市）中野宗兵衛の子として生まれ、幼名を鉄次郎と言い、文化11年（1814年）京に出呉服商角田呉服店に丁稚奉公するにおいて、名を新七とした。又、諱を宏遠と言う。
近江国高島郡南新保村（現滋賀県高島市今津町南新保）の出身の飯田儀兵衛は、京都烏丸松原上ル（現京都市下京区）において米穀商『高島屋』を営んでいた。子供は娘「秀」一人であった儀兵衛は、京三条大橋東入ル（現京都市東山区）の角田呉服店の奉公人新七の仕事振りに感心し、角田呉服店が倒産したのを契機に文政11年（1828年）新七を娘婿として迎え入れた。

### 古着商『高島屋』開店
新七は翌文政12年2月27日（1829年3月31日）米屋高島屋の隣に分家と言う形で家を構え、天保元年12月10日（1831年1月23日）家の西側北より3軒目泉屋利助の貸家に移り、翌天保2年正月10日（1831年2月22日）に同所にて古着並びに木綿商を営む『高島屋』を開業した、商標は現代の高島屋同様『丸に高の字』が用いられた。
店開店に資金を使い果たし商品購入が出来なかった時、妻「秀」が自分の婚礼衣装を売り物にするよう申し出た。婚礼衣装を飾ったところ店に客が来るようになった。結局この衣装を売ることはなかったが、客の意向を追い求め、新七の開店時期は天明の大飢饉から水野忠邦による天保の改革へ繋がる時代で、質素倹約を求められていたことから新しい着物より古着を求める人が多く、新七は古着商を営むことにした。また、開店して間もなく隣に同じような店ができた時、新七は隣との違いを作るために「誰よりも早く店を開ける」「朝早く起きたならば自分の店だけでなく近所中も清掃をする」ことを始めた。これは「早起きで働き者の店」との評判を得ることになり、開店間もない『高島屋』の信用となった。

### 四綱領
天保2年（1831年）は「お蔭参り」の年に当たり、新七は商いの上で守るべき「利を薄くして売る」という言葉と「おかげ参り」に結びつけて、「オカゲニテヤスウリ（おかげにて安売り）」とし、商人の心得と基本姿勢を平素より忘れないように戒めた。創業時に「正札（掛値なしの正当な価格）」「正道（道義的に正しいこと）」「平等の待遇（客の貧富で差をつけない」を掟としてきたが、この三つの掟を元にして下記四つの規則（四綱領）を定めた。
- 第一義　確実なる品を廉価にて販売し、自他の利益を図るべし

商売の基本は確かなものを安く売ることであり、自分の利益だけを求めるのでなく、同時にお客様の利益も考えなければならない。
- 第二義　正札掛値なし

値段において駆け引きせず、正札でもって販売を行う。
- 第三義　商品の良否は、明らかに之を顧客に告げ、一点の虚偽あるべからず

商品の販売は値段で行うのではなく、値打ちのある商品を販売し、商品の良し悪しを十分納得してもらい誠意をもって商いを行う。
- 第四義　顧客の待遇を平等にし、貧富貴賎に拠りて差など附すべからず

人を見かけや貧富で評価してはならない。どんな人にも必ず誠意を持って商いを行う。
誠実な仕事ぶりは一層人々の評判となり、高島屋は盛況を得るに至った。それに伴い更に資金を必要としたが、新七の人柄を見込み五条新町東入ル（現京都市中京区）の大店呉服商『菱屋』主人青井孫兵衛が様々な支援を行った。新七はその恩を終生忘れず、菱屋が継嗣なく廃業した後も毎年新調する「買い入れ帳」の最初に青井孫兵衛の口座を書き入れた。新七は自家の信用と共に人の恩を大事にした。

### 店舗拡張
天保2年（1831年）開業した店は借家であったが、これを天保4年9月26日（1833年11月7日）買い取り、盛業と共に奉公人を雇い、また商売のための土蔵一棟を築造した。贅沢な生活とは程遠く、新七夫婦は「せめて一生の内に風鈴の鳴る家に住みたい」と願った。奉公人には一切雑談、勝負事を禁じ、破った者には罰を与え峻厳な態度であったが、妻「秀」は叱られる丁稚を庇い、丁稚の洗濯も自ら行うなど、当に家族の様であったと伝えられている。

### 隠居
嘉永4年（1851年）一人娘「歌」に京寺町今出川の上田七右衛門の次男新太郎（幼名直次郎）を婿として迎え入れ、翌嘉永5年（1852年）新七は隠居し、新太郎が2代目飯田新七を襲名した。新七は明治3年3月（1870年4月）高辻烏丸西入ルに隠居所を新たに設け『餘慶堂』と命名した。明治7年（1874年）7月29日初代新七は死去した。古着商『高島屋』からは、現代百貨店『高島屋』、商社『高島飯田』（後に丸紅と合併し、丸紅飯田（現丸紅））へと繋がる。

## 栄典
- 1902年（明治35年）2月22日 - 勲六等瑞宝章[4]

## 2代目飯田新七
2代目飯田新七（1827-1878）は、初代新七の娘婿。京都の香具商・上田家の二男・直次郎として生まれ、呉服商に奉公ののち、嘉永4年(1851年)に飯田家の入婿となり、新太郎と改名、翌年家督を継ぎ新七を襲名。安政2年(1855年)家業を呉服木綿商に転換させて高島屋の基礎を築いた。

### 子孫
- 2代目飯田新七
  - 新兵衛(1852年生) - 3代目飯田新七
    - シナ（1877年生） - 夫は叔父の飯田太三郎
    - 直次郎(1884年生) - 東京帝国大学法科大学経済科卒業後、家業。
    - タカ(1893年生) - 千總社長・13代目西村總左衛門（12代西村総左衛門の養子・總太郎）の妻。娘婿に田中磐男（田中一馬の子）。

  - 鉄三郎 (1859年生) - 4代目飯田新七
    - 新太郎(1884年生) - 早稲田大学商科卒業後、家業。
    - 新三郎(1894年生) - 叔父・政之助の養子となる
    - 邦子(1896年生)
    - 憲造(1896年生) - 早稲田大学商科を卒業後、家業を経て住江織物役員。岳父に鳩居堂の熊谷信吉。[6]
    - 二十子(1901年生) - 夫は豊田喜一郎（豊田佐吉長男）
    - 章子(1901年生) - 庶子
    - 功(1902年生)

  - 政之助 (1864年生) - 家業
  - 藤二郞 (1869年生) - 家業
    - 美代(1893年生) - 夫は鮎川義介。お茶の水高等女学校出身
    - ヨリ(1897年生) - 夫は日比谷祐三（日比谷平左衛門三男）
    - 東一(1901年生) - 東京帝大法科卒業後、安田銀行のち家業。岳父は財部実秀。娘婿に渡辺允、俣野健一（飯野海運名誉会長俣野健輔長男）。[7][8]長男・飯田直一の妻の家系に寺尾寿（曾祖母の弟）がいる[9]。
    - 洋二(1903年生) - 東京帝大工学部機械科卒業後、日本航空輸送入社。[7]　

  - チヨ（1871年生） - 入り婿に飯田忠三郎（野田文行三男）
    - トシ(1892年生) - 夫は従兄の飯田直次郎。清水谷高等女学校出身
    - サタ(1897年生) - 夫は祭原商店社長・祭原邦太郎（祭原伊太郎長男）
    - 慶三(1900年生) - 岳父に横浜正金銀行元支配人・竹内実敏。妻の母方祖父に山田彦八。芝田徹心と相婿。[10]
    - 紀造(1903年生) - 早稲田専商卒業後、帝国特殊織物代表、住江織物社長[11]
    - 悦(1904年生) - 夫は山中商店（現・山中産業[12]）創業者・山中直七の長男・山中直一。
    - 淑(1910年生) - 伯父・飯田政之助の養子となる

  - 太三郞 (1874年生) - 妻は姪のシナ（飯田新兵衛の娘）
    - ヤス (1905年生)